# تاریخچه دیرین‌شناسی
تاریخچه دیرین‌شناسی (به انگلیسی: History of paleontology)، تاریخچه تلاش برای درک تاریخ حیات روی زمین را با مطالعه فسیل‌های باقی‌مانده توسط جانداران زنده دنبال می‌کند. از آنجایی که دیرین‌شناسی به شناخت موجودات زنده گذشته مربوط می‌شود، دیرین‌شناسی را می‌توان به عنوان یک رشته زیست‌شناسی در نظر گرفت، اما توسعه تاریخی آن ارتباط تنگاتنگی با زمین‌شناسی و تلاش برای درک تاریخ خود زمین داشته‌است.

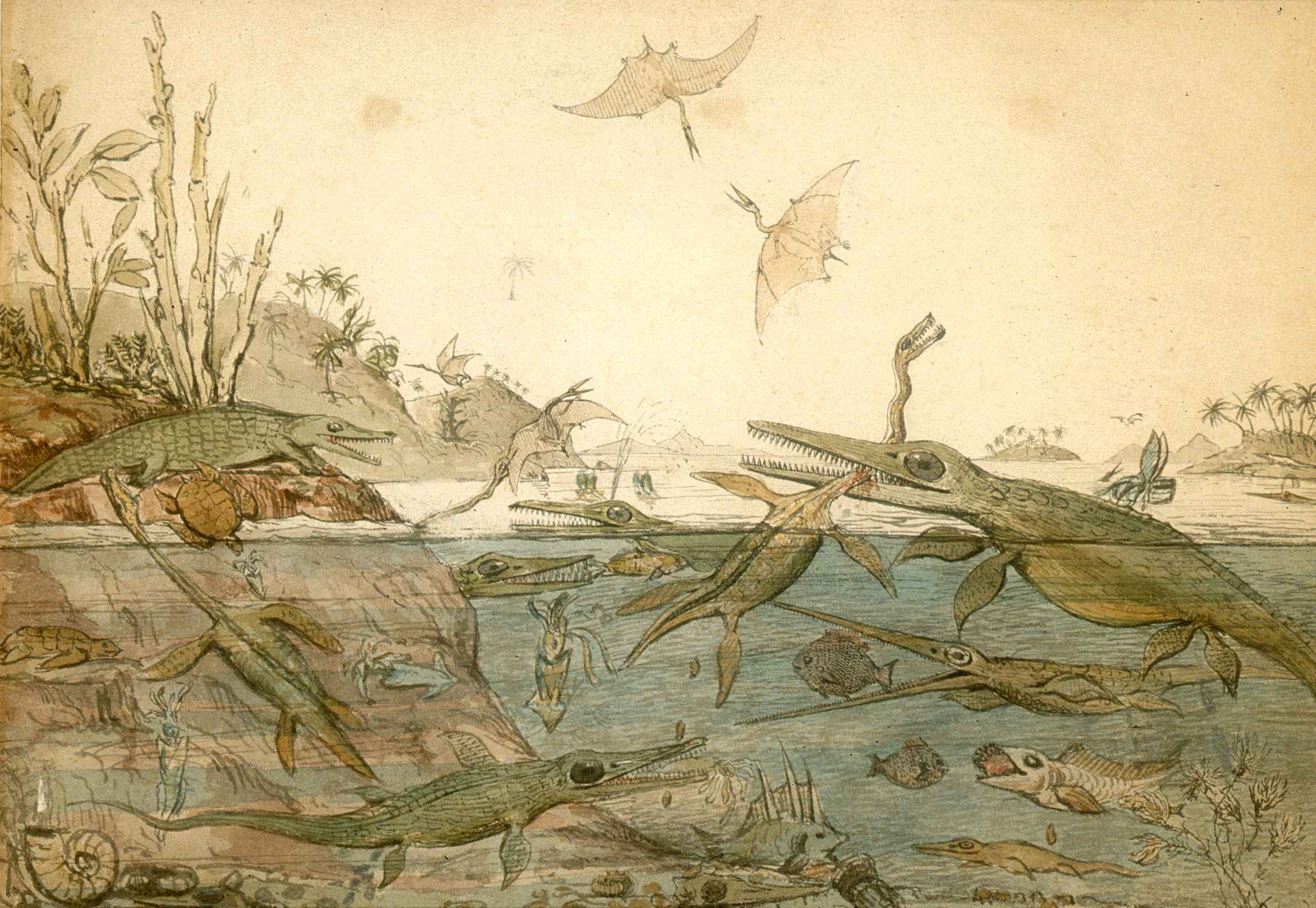
Duria Antiquior – A More Ancient Dorset یک آبرنگ است که در سال ۱۸۳۰ توسط زمین‌شناس هنری دلا بچه بر اساس سنگواره‌های یافت‌شده توسط مری آنینگ نقاشی شده‌است. اواخر قرن ۱۸ و اوایل قرن ۱۹ زمان تغییرهای سریع و شگرف در ایده‌ها در مورد تاریخ حیات روی زمین بود.